# Fort Jennings

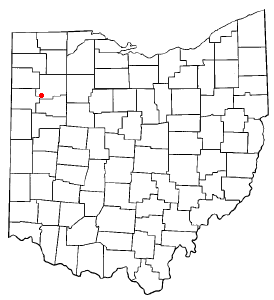
Fort Jennings na planie stanu Ohio

Fort Jennings – wieś w USA, w stanie Ohio, w hrabstwie Putnam. Miejscowość została założona w roku 1847
Liczba mieszkańców w 2010 roku wynosiła 485, a w roku 2012 wynosiła 476.